# Elettrodo
Un elettrodo è un conduttore di prima specie (per esempio metallo o grafite) oppure di seconda specie usato per stabilire un contatto elettrico con una parte non metallica di circuito (per esempio un semiconduttore, un elettrolita o il vuoto).
Con un linguaggio improprio, talvolta si utilizza il termine "elettrodo" per indicare non solo il conduttore, bensì la semicella (o semielemento) di cui il conduttore fa parte. Nel caso delle celle galvaniche si parla più in particolare di semielemento galvanico o semipila.

## Elettrochimica
In una soluzione elettrochimica un elettrodo può essere un anodo o un catodo, secondo i termini coniati da Michael Faraday.
L'anodo è definito come l'elettrodo su cui avviene l'ossidazione, mentre il catodo è l'elettrodo su cui avviene la riduzione. Un elettrodo può comportarsi da anodo oppure catodo in dipendenza dal tipo di reazione chimica che vi ha luogo.
Nelle celle elettrochimiche di prima specie, in cui la reazione non può essere invertita, la corrispondenza di anodo e catodo con gli elettrodi è fissa. La cella può essere scaricata ma non ricaricata. L'anodo è negativo (cede elettroni) e il catodo positivo (acquista elettroni).
Nelle celle di seconda specie, come le batterie ricaricabili, durante la carica l'anodo è positivo e il catodo negativo, mentre durante la scarica la polarità è invertita.
Con il termine elettrodo di lavoro si intende indicare un particolare elettrodo, sfruttabile nell'analisi chimica potenziometrica, il cui potenziale varia in funzione della concentrazione di una determinata specie ionica (che rappresenta l'analita) presente in soluzione. L'elettrodo di riferimento invece rappresenta l'altro semielemento galvanico che ha potenziale costante e chiude il circuito.

### Classificazione
Gli elettrodi (nel senso di "semicelle") si dividono in varie specie. 
- Quelli di prima specie sono formati da un metallo immerso in una soluzione contenente gli ioni dello stesso metallo.
- Quelli di seconda specie sono formati da un metallo ricoperto dal suo sale poco solubile e in soluzione sono presenti gli anioni del sale poco solubile (ad esempio, metallo Ag (argento), sale AgCl (cloruro d'argento), soluzione anioni Cl-).
- Quelli di terza specie vengono anche detti elettrodi redox e sono caratterizzati dalla presenza di un metallo inerte inserito in una soluzione che contiene sia la forma ossidata sia la forma ridotta dell'elemento in questione (ad esempio metallo Pt (platino), soluzione di Fe3+ e Fe2+).
- Ci sono infine gli elettrodi di quarta specie, o elettrodi a gas, come quello formato da un filo di platino che termina in una lamina di platino platinato (platino ricoperto da un deposito di platino spugnoso che adsorbe idrogeno molecolare e aumenta la superficie specifica) inserita in una soluzione di ioni H+ ad attività unitaria, e a contatto con idrogeno gassoso alla pressione di 1 atmosfera. Come funzionamento sono assimilabili a un elettrodo di prima specie.

Quest'ultimo esempio non è altro che l'elettrodo di riferimento che viene anche indicato nella schematizzazione di una pila con il simbolo SHE o NHE, al quale viene arbitrariamente assegnato valore zero, (a 25 °C e con la pressione dell'idrogeno di un'atmosfera e con l'attività degli ioni H+ unitaria) per la determinazione della differenza di potenziale in una pila e quindi della forza elettromotrice della pila.
Per calcolare la forza elettromotrice di una pila è necessario utilizzare l'equazione di Nernst.

## Tipi di elettrodi
Per la misura del pH di soluzioni a concentrazione incognita si utilizza l'elettrodo a vetro,un particolare elettrodo dotato di una membrana composta da silicati di sodio, litio, bario in grado di catturare selettivamente gli ioni H+. Esistono altri elettrodi, atti alla misura di particolari analiti in soluzione: gli elettrodi sensibili, o ionosensibili, sono elettrodi sensibili ad una particolare specie chimica in soluzione. Possiamo distinguere gli elettrodi ionoselettivi (a membrana solida o a membrana liquida), gli elettrodi gas-selettivi e gli elettrodi a membrana biocatalitica (o biosensori).

## Elettronica
Nei componenti elettronici polarizzati (diodo, valvola termoionica, transistor, condensatore elettrolitico, ecc.) l'anodo è sempre il terminale positivo, mentre il catodo è il terminale negativo.

## Altro
Particolari elettrodi sono usati per creare un arco voltaico tra essi, per esempio nella lampada ad arco o nella saldatrice ad arco. Nel caso della saldatura, l'elettrodo stesso si consuma (elettrodo consumabile) ed il metallo che lo costituisce si lega al metallo da saldare.
In altri casi, come nella lampada a scarica, l'elettrodo non è soggetto a consumo (elettrodo non consumabile).
Esistono elettrodi per usi speciali, come i terminali per l'interfacciamento con il corpo umano nell'elettrocardiografia e nell'elettroencefalografia.
Negli ultimi anni sono comparsi in commercio numerosi elettrodi a membrana in cui il potenziale di membrana è selettivo verso un determinato ione o più ioni. Detti elettrodi, ormai disponibili per cationi ed anioni, misurano l'attività dello ione libero, mentre le specie a cui lo ione è legato, soprattutto quelle non ionizzate, non vengono apprezzate. A questo gruppo di elettrodi appartengono anche gli elettrodi a diffusione gassosa che consentono la determinazione di gas o specie trasformabili in gas (direttamente o mediante reazione chimica).